# ホークビル (原子力潜水艦)
|          |                                   |
| 艦歴     |                                   |
| 発注     | 1964年12月18日                    |
| 起工     | 1966年9月12日                     |
| 進水     | 1969年4月12日                     |
| 就役     | 1971年2月4日                      |
| 退役     | 2000年3月15日                     |
| 除籍     | 2000年3月15日                     |
| その後   | 原子力艦再利用プログラム          |
| 性能諸元 |                                   |
| 排水量   | 基準：4,002トン、 満載：4,294トン |
| 全長     | 89 m (292 ft)                     |
| 全幅     | 9.7 m (32 ft)                     |
| 吃水     | 8.8 m (29 ft)                     |
| 機関     | S5W reactor                       |
| 最大速   | 25 ノット                         |
| 乗員     | 士官14名、兵員95名                |
| 兵装     | 21インチ魚雷発射管4基             |
| モットー |                                   |

ホークビル (USS Hawkbill, SSN-666) は、アメリカ海軍の原子力潜水艦。スタージョン級原子力潜水艦の18番艦。艦名はタイマイに因む。その名を持つ艦としてはバラオ級潜水艦78番艦(SS-366)以来2隻目。艦名の「Hawkbill」は「Hawksbill」の綴り間違いであったが、初代ホークビル (USS Hawkbill, SS-366) からそのまま受け継がれた。

## 艦歴
ホークビルの建造は1964年12月18日にカリフォルニア州ヴァレーオのメア・アイランド海軍造船所に発注される。1966年9月12日に起工し、1969年4月12日にバーナード・F・ローダー夫人によって命名、進水し、1971年2月4日に艦長クリストファー・H・ブラウン中佐の指揮下就役した。
ホークビルは船体番号が「666」であることから、しばしば「悪魔の船 The Devil Boat」または「デビルフィッシュ Devilfish」と呼ばれた。ヨハネの黙示録第13章は、「わたしはまた、一匹の獣が海から上って来るのを見た。それには角が十本、頭が七つあり、それらの角には十の冠があって、頭には神を汚す名がついていた。」の一節で始まり、「ここに、知恵が必要である。思慮ある者は、獣の数字を解くがよい。その数字とは、人間をさすものである。そして、その数字は六百六十六である。」で締めくくられるが、マイケル・ディマーキュリオの小説『Voyage of the Devilfish』では「SSN-666」が「デビルフィッシュ」と改名されている。
1980年、ホークビルはワシントン州ブレマートンにおいて予定された炉心オーバーホールを完了した。乗組員はバンゴール潜水艦基地で待機していた。海上公試および聴音公試、ブリティッシュコロンビア州ナナイモ、カリフォルニア州アラメダ、サンディエゴを訪問した後、ホークビルは新たな母港の真珠湾沖で浮上した。艦長にはフレデリック・クロフォードが着任した。
1982年、ホークビルは毎週のように作戦活動に従事し、西太平洋巡航で横須賀、フィリピンのスービック海軍基地、香港、グアムを訪問した。1984年始めには87日間の海氷下の巡航を行い、巡航の終わりには韓国の鎮海市を訪問した。これらの巡航はジョージ・ロールター艦長の指揮下行われた。
ホークビルは短船体のスタージョン級原子力潜水艦の中で最後に退役した艦となった。1999年10月1日に原子力艦再利用プログラムに従って解体が始まり、2000年3月15日に除籍、2000年12月1日に作業は完了した。ホークビルのセイルはアイダホ州アルコのアイダホ科学センターに展示されている。